# 한국사의 시대 구분
한국사의 시대 구분(韓國史時代區分)은 한국사를 일정한 기준에 따라 여러 시기로 나눈 것이며, 이러한 시대 구분 방법에는 여러 가지 방법이 있다. 한국의 역사를 시대별로 구분하는 이유는 각 시대가 가지는 특징에 따라 여러 시기로 분류하여 지나간 시대에 대한 특성을 명확히 하여 역사 연구의 편의와 여러 가지 학문적 이점을 얻고자 하는 것이다.
한국의 역사를 시대별로 구분하기 시작한 것은 19세기 후반으로, 갑오 개혁과 함께 역사 연구와 교육을 위한 여러 서적에서 시도되었다. 이후 시대적 전환기마다 다양한 시대 구분법이 제기되었고, 그를 둘러싼 논쟁이 있기도 했다. 그러한 논쟁의 가장 대표적인 논점은 각 시대를 구분하는 기준에서, 어느 시대가 어떠한 기준에 따르면 어느 사회인지 또는 시대의 구분점은 어디인가이다. 이러한 논쟁 외에도 여러 가지 사관에 입각해 새로운 역사 구분법을 제기하기도 했으며, 이러한 구분법은 일부는 기존 구분법에 수용되기도 하였다.

## 시간의 흐름과 문명의 발전 단계
지금을 기준으로 먼 시대부터 가까운 시대까지, 즉 더욱 오래된 지점부터 덜 오래된 지점까지 시간의 흐름에 따라 시대를 구분하면서 각 시대의 기준을 문명의 발전 단계에 맞추는 방법은 시대 구분이 처음 등장한 이래로 줄곧 유지된 방법으로, 지금도 주류를 이루는 방법이다.
이러한 구분법은 대개 고대와 중세, 근대의 삼분법으로 대표된다. 이에 덧붙여 고대 이전에 원시 시대 또는 선사 시대를 설정하기도 하며, 중세와 근대 사이에 근세를 설정하기도 한다. 또는 근대를 근대와 현대로 양분하기도 한다. 이러한 방법은 대개 시간에 따른 구분에 경제의 발전단계를 결합한 것을 기준으로 삼는 경우가 많다. 백남운 등의 마르크스주의 경제사학자나 민중사학에서 사용하는 시대 구분 또한 시간의 흐름에 사회의 발전 단계를 중심으로 삼은 것이다.
삼분법은 르네상스 시기의 인문주의자들이 자신의 시대를 앞 시대와 구분하기 위해 앞시대인 중세와의 단절을 선언하면서, 고대문화의 부흥을 사명으로 하는 자신들을 강조하면서 널리 퍼지게 되었다. 이들은 로마 제국의 멸망까지를 고대로, 이후 신대륙 발견까지를 중세로, 르네상스 이후를 근대로 설정하였다. 그러나 이러한 방법은 대체로 문예에만 한정되었고, 이러한 구분법이 역사학에서 퍼지게 된 것은 17세기부터이다.
랑케 사학에 바탕을 둔 근대적 사학이 정착하면서 삼분법은 기본적인 역사 서술의 체계로 자리잡았고, 이후 현대라는 시기를 설정하면서 사분법으로도 사용된다.

### 선사 시대
선사 시대는 인류가 문자를 발명해 역사를 기록하기 이전의 시대이다. 이 시기는 주로 사용하던 도구의 재질 또는 재료에 따라 다음과 같이 분류된다.
| 석기 시대        | 석기 시대   | 석기 시대          |                    |
| ---------------- | ----------- | ------------------ | ------------------ |
|                  |             | 구석기 시대        | 한국의 구석기 시대 |
| 전기 구석기 시대 |             |                    |                    |
| 중기 구석기 시대 |             |                    |                    |
| 후기 구석기 시대 |             |                    |                    |
|                  | 중석기 시대 |                    |                    |
|                  | 신석기 시대 | 한국의 신석기 시대 |                    |
| 순동기 시대      |             |                    |                    |

### 역사 시대
역사 시대는 인류가 문자를 발명해 역사를 기록하기 시작한 이후의 시대이다. 이 시기는 주로 고대·중세·근대(현대)의 구분법을 채용하게 되는데, 근세와 같은 개념을 추가해 사용하기도 한다. 각 시대가 가지는 특징이 한국의 역사에서 일치하지 않는 부분이 있기도 하지만, 일반적으로 쓰이는 방법 가운데 하나이다.

#### 고대
고대(古代)는 대한민국 사학계에서는 대체로 고조선의 건국 이후부터 고려가 건국되기 이전의 남북국 시대까지를 지칭한다. 이 시기를 두고 1900년대 중반까지는 태고(太古)나 상고(上古)로 구분하기도 했으나, 현재는 고대로 용어가 통일되었다고 볼 수 있다. 이 시기를 두고 사회의 발전 단계에 따라 원시사회, 부족사회, 부족연맹사회(고조선 ~ 원삼국 시대), 고대(삼국 시대), 고대 통일국가(남북국 시대)와 같이 세분화하는 학자도 있다.
고대를 두고 상고(上古)라고 표현하는 학자도 있다. 원래 상고는 중고(中古)·하고(下古)와 함께 《삼국유사》에서 등장한 용어였지만, 대개 이러한 개념은 신라사 연구에서만 사용되었다. 상고만을 사용하는 경우 대개 고대사 전체를 가리키는 경우로 사용하였지만, 이른바 재야사학에서는 고조선사 연구를 상고사라고 칭하는 경우가 많으며 최근의 연구에서 상고라는 표현을 사용할 때에는 일반적으로 삼국 시대 이전을 포섭하는 형태로 사용하고 있다.
일제강점기의 대표적 유물사관론자인 백남운은 “조선민족의 발전사는 그 과정이 아무리 아시아적이라고 해도 사회구성의 내면적 발전법칙 그것은 전적으로 세계사적인 것으로서”라는 주장을 통해 고조선 이후 남북국 시대까지 한국의 역사는 씨족공산체에서 원시 부족국가(고조선 ~ 원삼국 시대)로 발전하고, 다시 노예국가(삼국 시대 ~ 남북국 시대)로 변천하였음을 논증하였다.
조선민주주의인민공화국의 사학계에서는 1960년 초에 조선로동당 중앙위원회 당 역사연구소에서 마르크스-레닌주의적 방법에 입각하여 한국사를 구분하는 방법에 대하여 그동안의 논의를 종합하여 한국사에서 고대 노예제사회를 고조선부터 진국까지로 규정하고, 이후 삼국 시대부터 조선 말까지를 중세 봉건제사회로 규정하였다. 이는 삼국 시대 이전의 국가가 노예제를 내포하고 있는 정복자 집단에 의하여 구성되고, 이러한 국가가 원시공동체 사회를 벗어나지 못한 피정복자 집단의 조직을 파괴하지 않고 그대로 집단·노예적으로 지배했다는 주장을 대표적인 근거로 한다. 이후 삼국 시대부터는 이전 사회의 생산력 수준을 그대로 이어받고, 원시사회에서 노예제사회를 거치지 않고 그대로 봉건제의 단계로 옮겨갔다고 한다. 또한 삼국 시대는 하호와 같은 여러 농노 계급과 봉건적 예속민, 가부장적 노예 등이 병존하는 다계급사회라고 한다. 이러한 봉건제가 서유럽의 봉건제와 다른 점은 기존의 공동체가 광범위하게 남아서, 분권적 봉건사회로의 길이 차단되었다고 한다. 이러한 아시아적 형태, 즉 전제정치 형태의 봉건사회라는 것이다. 이러한 규정 이전에도 백남운을 비롯해 여러 역사학자간의 치열한 논쟁이 있었지만, 이후 조선민주주의인민공화국 사학계에서 이러한 견해는 변함없이 유지되고 있다.

#### 중세
중세(中世)는 대한민국 학계와 일본의 한국사 연구자들에서 대체적으로 고려를 전후로 하는 시기라는데 의견이 일치하고 있다. 그러나 고대나 근대의 시기 설정에 비하여 의견이 일치함에도 불구하고, 그 시대 설정의 기준이나 해당 시대 구분 자체에 대해 상당한 비판이 지속되고 있다.
유럽의 중세는 봉건제를 바탕으로 하는 사회를 유지하는 것을 특징으로 한다. 한국사를 세계사적 시각으로 바라보려는 학자들은 비교사학의 입장에서 서구와 비교할 때, 한국사에서는 봉건제와 같은 유사한 제도는 없었으나 사회경제적인 측면에서 동일한 요소를 바탕으로 하여 중세 사회를 설정하였다. 또한 남북국 시대 말기의 신라 사회의 혼란과 후삼국 시대와 같은 호족의 발흥 및 고려의 건국까지의 여러 가지 요소는 사회적 전환기로서의 성격을 가지면서도, 서양의 봉건제 사회를 연상케하는 지방분권적 측면을 강하게 띠고 있는 것을 근거로 한다. 이러한 견해에서 나말여초(羅末麗初, 신라 말기 고려 초기)를 중세 사회로 보는 시각도 있다.
그러나 중세 봉건제 사회는 서양의 역사 구분을 기준으로 한 것으로, 중세의 보편성이 한국의 역사를 비롯해 동아시아 여러 국가에도 적용될 수 있는가에 대해서는 논란이 많다. 또한 봉건적 사회라는 기준을 지나치게 확장하여 접근한 것이라는 비판도 있다.
조선민주주의인민공화국 사학계에서는 고대의 설정과 함께 삼국 시대부터 조선 말까지를 중세 봉건제사회로 규정하였다. 이는 삼국 시대가 기존의 노예제 사회를 거치지 않고 바로 봉건사회로 옮겨갔다는 경제학자 김광진, 역사학자 김석형·정찬영 등의 이론에 따른 것인데, 이러한 견해에 따르면 봉건제 사회가 2천여 년이라는 긴 시간 동안 유지된 것이다. 역시 고대의 설정과 마찬가지로 이러한 견해는 지금까지 유지되고 있다.
한일 병합 이후 일본 도쿄에 유학하여 서양 근대 정치와 법제를 공부하고 귀국한 안확은 서양 정치사와 비교할 때 한국은 봉건제가 박약한 점이 하나의 특징으로 지적하였다. 또한 한국 중세사의 중요한 특징으로 지방자치제도의 발달에 착안하고, 민의를 따르는 자치를 허용한 기반이 한국식 봉건제의 특수성이라고 하며 서양의 봉건제와 구별하였다. 또한 조선의 군주권은 고려에 비해 강력해진 군주 독재 정치임에도, 그 과정에서 신료들이 참여할 수 있도록 제도적으로 보장되어 있는 점이나 붕당이 발달하여 쟁의를 일으키는 등 군주권을 제약하는 점이 서양의 전제정과 다르다고 보았다.

#### 근세
근세(近世)의 시작은 대개 조선이 건국된 1392년으로 설정되지만, 한일 병합 이전에는 황의돈 등이 원나라의 압제가 있었던 대몽항쟁기를 근고(近古)의 시작으로 설정하기도 했다. 이후 근세의 시작점에 대해서는 견해가 일치하지만, 그 종료점에 대해서는 학자간의 견해의 차이가 크다.
근세의 개념은 서양의 근대라고 하기는 어렵지만, 중세라고도 하기 어려운 15세기부터 19세기까지의 시기를 편의상 지칭하는 개념으로 등장하였다. 대체적으로 중국에서 명나라와 청나라를 지칭한다.

#### 근대
근대(近代)의 기점이자 근세의 종점에 대해서는 다양한 이견이 있다.
대한민국에서는 1863년 흥선대원군의 집권이 주요한 기점으로 지적되고 있다(고종의 즉위). 1876년의 개항을 근대의 기점으로 드는 설도 있는데(운요호 사건과 강화도 조약의 체결), 이 경우는 내적으로 근대화가 시작되고, 외적으로 세계적 자본주의 체제에 편입되었다는 근거를 들고 있다. 또는 민란과 병인양요로 인해 반침략 반봉건의 시대적 과제가 제기되었다는 1860년대를 지적하기도 하며, 사회·제도적으로 큰 변화가 가해진 갑오 개혁과 을미 개혁, 또는 동학농민운동 전후를 제기하기도 한다.
이 외에도 천관우는 정신·문화사에서 근대적 요소와 자본주의 발생의 중요한 배경으로 작용한 대동법과 같은 경제사의 근대적 요소와 법제상으로 노비 해방의 방향이 진행되어간 것과 같은 사회사의 근대적 요소가 성장해간 17세기 초 또는 18세기 후반으로부터 엄격한 의미의 근대의 기점인 1945년 또는 1919년의 3·1 운동까지의 수백 년간을 중세와 근대 사이의 과도기로 설정할 것을 제안하기도 했다.
조선민주주의인민공화국은 1957년경부터 학술논쟁이 시작된 이래로 1876년의 운요호 사건 및 강화도 조약으로 보자는 의견이나 1894년의 갑오 개혁으로 보자는 의견도 있었으나, 1866년에 일어난 제너럴셔먼호 사건을 기점으로 보자는 데 의견의 일치를 본 이후 현재까지 통설로 유지되고 있다. 제너럴셔먼호 사건 이후 병인양요가 발생하는 등 1866년은 구미 제국주의의 침략이 시작되고 민족의 저항이 본격화된 시점이므로 그 의의가 크다는 것이지만, 제너럴셔먼호 사건 당시 김일성의 증조부가 결사대를 조직하여 격침에 앞장섰다는 주장이 한 원인이라는 지적도 있다.

#### 현대
현대(現代)는 근대의 연장선상에서 당대의 역사(contemporary history)라는 의미로 설정한 개념이므로, 그 기점에 대해서나 정확한 개념에 대한 확실한 정설은 없다. 다만 세계사에서는 대체적으로 제1차 세계대전으로 잡고 있으며, 중국에서는 5·4 운동을 기점으로 삼는다. 대한민국에서는 대개 1919년의 3·1 운동과 대한민국임시정부의 수립이나 1945년의 독립으로 설정하는 경우가 대부분이다. 조선이 현대적인 국가 체제를 갖춘 대한제국으로 변한 1897년이나 전제군주정이 막을 내린 1910년을 드는 경우도 있다.
조선민주주의인민공화국에서는 근대사의 종점을 1945년으로 보는 견해가 여전하다.

## 국가에 따른 분류
한국의 역사에서 많은 국가는 긴 시간 동안 유지되었으며, 조선이나 고려의 경우 같은 시대 중국의 국가와 비교하면 매우 오랫동안 유지되었다. 따라서 한민족 또는 한반도에서 성립되어 유지된 국가나 정치 체제를 기준으로 역사를 구분하는 것은 일반적으로 쓰이는 방법 가운데 하나로, 각 시대의 특징이 정치 체제에 따라 상당부분 변한다는 점을 생각하면 효과적으로 작용할 수 있다. 그러나 여러 국가가 존재했던 시기의 명칭 설정에 대해서는 여러 가지 이견이 있다.
| 시대                        | 국가                                 |
| --------------------------- | ------------------------------------ |
| 고조선                      | 단군조선·                            |
| 원삼국 시대                 | 부여·고구려·옥저·동예·진국·삼한      |
| 삼국 시대                   | 부여·고구려·옥저·동예·백제·가야·신라 |
| 남북국 시대 → 후삼국 시대   | 신라·발해 후고구려·후백제            |
| 고려 시대                   |                                      |
| 조선 시대                   |                                      |
| 일제강점기 대한민국임시정부 |                                      |
| 군정기                      |                                      |
| 정부 수립 이후              | 대한민국 조선민주주의인민공화국      |

### 시대의 명칭 설정에 대한 논란
삼국 시대는 고구려·신라·백제가 존재했던 기간, 즉 제일 먼저 건국된 신라의 건국연도인 기원전 57년부터 신라가 통일을 하는 676년까지 가리킨다. 이 시기를 기술한 가장 오래되고 대표적인 양대 사서 《삼국사기》와 《삼국유사》를 가장 주요한 근거로 삼고 있지만, 실제로 세 국가만 존속한 시기는 가야가 멸망한 562년 이후의 짧은 기간이므로 ‘사국 시대’ 나 ‘열국 시대’라고 불러야 한다는 주장이 있기도 하다.
원삼국 시대라는 표현 또한 삼국 시대를 전제로 한 표현인데다 세 나라의 초기 발전 양상을 같이 취급할 수 없다는 강한 비판이 있다. ‘삼한 시대’라는 표현도 등장했지만 같은 비판이 가해지면서 근래에는 ‘초기 철기 시대’와 같은 표현도 등장하고 있다.
남북국 시대 또한 원래는 ‘통일신라 시대’라는 명칭이 사용되었지만, 신라의 통일 기간이 짧은데다 발해의 역사를 소외시킨다는 비판이 있었으므로 현재는 ‘통일신라’라는 표현을 사용하더라도 그 전후 시기를 한 시대로 파악하는 경우는 거의 없다.

#### 대한민국의 시대 구분
대한민국의 역사에서 시대를 구분하는 방법에 대해서는 대한민국 헌법의 전면 개정에 따라 공화국을 설정하는 것이 일반적이다. 이는 프랑스의 헌법사에서 유래한 것인데, 대한민국 헌법사 연구에서도 이러한 숫자 매김은 일반적으로 이용되며, 대법원과 헌법재판소도 이러한 숫자 매김을 이용한 바 있다.
그러나 이러한 공화국 구분에 대하여 헌법의 전면 개정이라고 하더라도 헌법의 제정이 아니기 때문에 숫자를 매길 수 없다거나, 공화국 구분은 편의에 의한 구별일 뿐 헌법의 변천에 따라 구분한 것은 아니라는 지적이나 프랑스와 달리 대한민국의 시대 구분은 기준도 없이 통치자 중심으로 이루어진다는 비판도 있다.

또한 이러한 구분에 대해 적절한 용어라고 할 수 없으며, 군사 정부는 공화국이 아니기 때문에 1948년부터 1961년까지는 제1공화국, 1988년 이후는 제2공화국이라는 견해도 있다..

## 민족의 발전 양상에 따른 분류
이병도는 한국의 역사를 다음과 같이 구분하였다.
1. 민족 미통일 및 일부 피침략 시대
  - 서북에 잇달아 형성된 동방사회 : 고조선과 그 주위의 여러 종족·부족사회
  - 한군 설치 이후의 동방사회 : 한사군─후방계열의 여러 사회─ 삼한 및 삼국의 초기
2. 민족 소통일 시대
  - 삼국의 발전 및 완전 정립 시대
3. 민족 대통일 시대
  - 신라 통일 시대
4. 민족 재분열기
  - 후삼국 시대
5. 민족 재통일 시대 및 북방민족과의 투쟁 시대
  - 고려 시대
6. 호(胡)·왜(倭)와의 투쟁 시대
  - 근조선 시대
7. 민족 수난 시대 및 일본제국주의에 대한 투쟁 시대
  - 일제강점기
8. 민족 재생 시대 및 공산주의에 대한 투쟁기
  - 대한민국 설립 및 육성기

이러한 구분법은 정치의 파동이 역사의 가장 큰 파동이며, 민족의 형성 발전과 외세에 대한 항쟁이 주요한 구분 근거가 된다. 그러나 민족 개념에 대한 논란과 함께 학자간의 견해에 따른 구분 시기가 달라 잘 이용되지는 않는 방법이다.

## 같이 보기
- 한국의 역사